# بارانكاس (كولومبيا)
بارانكاس (بالإسبانية: Barrancas) هي مدينة وبلدية تابعة لإدارة لا غواخيرا الكولومبية. تقع بلدية بارانكاس على الحافة اليسرى لنهر رانشيريا في واد تشكل بين جبال سييرا نيفادا و سيرانيا ديل بيريجا. تبلغ مساحة بارانكاس 742 كيلومترًا مربعًا وعلى ارتفاع 40 مترًا فوق مستوى سطح البحر. يبلغ متوسط درجة الحرارة 28 درجة مئوية على مدار العام والمسافات من عاصمة مقاطعة لاغواجيرا، ريوهاتشا. أصبحت بلدية في عام 1892.